# 18A
2013年4月18日阿根廷示威运动（简称18A）是在2013年4月18日時，於阿根廷所發起的敲鍋打鐵示威運動。這次抗議行動有近200萬人參加遊行隊伍，並且共同反對阿根廷總統克里斯蒂娜·费尔南德斯·德基什内尔所領導的政府提案。

## 背景
18A这个词最初是社交网络（如Facebook）中的团体开始称呼。这些团体还组织过8N、13S等示威运动并试图再次成功。匿名者阿根廷分部也是这些运动的组织者之一。阿根廷反对党没有正式参与之前的示威活动；在这种情况下，组织者要求他们提供政治支持。
示威的起因是时任政府提出了一些法案来修改司法机构。其中的三项法案引起争议：第一项提议限制对国家的禁制令，第二项是增加一个由全国选举中建立可以任命或控告法官的机构，第三项建立一个新法院，以限制最高法院审理的案件数量。反对派认为这些法案试图控制司法机构。由于这些法案将在4月18日进行讨论，激进公民联盟、共和国方案和反基什内尔的庇隆主义内部派别正式支持示威。尽管示威规模很大，但政府宣布他们不会撤回这些法案。

## 事件
许多团体于19:00在布宜诺斯艾利斯的几个地点集合，并在20:00时往方尖碑和五月广场方向游行。示威活动没有演讲或演说者，参加示威的政党也没有使用政治旗帜或横幅。群众也游行到正在讨论一系列法案的国会。在法案获得批准时，部分人士设法越过了人员管控并进入了国会入口。
示威活动也在阿根廷的其他城市举行。科尔多瓦人民挤满了贝莱斯·萨斯菲尔德和伊波利托·伊里戈延大道交汇处附近。在科尔多瓦省的许多城市，如卡洛斯帕斯镇、里奥夸尔托、玛丽亚镇、多洛雷斯镇和上格拉西亚也发生了示威活动，省长何塞·曼努埃尔·德拉索塔对此表示支持。罗萨里奥的示威者聚集在国旗历史纪念碑，其中共和国提议的米格尔·德尔塞尔也出席。2013年阿根廷洪水中受到巨大影响的拉普拉塔，示威者聚集在莫雷诺广场（Plaza Moreno）反对市长巴勃罗·布鲁拉和国家政府的腐败。在马德普拉塔、萨尔塔、巴里洛切、圣胡安、圣地亚哥-德尔埃斯特罗、布兰卡港和米西奥内斯等城市出现示威活动。在悉尼、东京、华盛顿、巴塞罗那、马德里、罗马、米兰、圣地亚哥和里约热内卢等15个外国城市的阿根廷使馆发生了小规模抗议。
克里斯蒂娜·基什内尔总统无视抗议，在此期间在推特上发了几条信息，但均与示威无关。当时她并不在该国，而是在委内瑞拉参加尼古拉斯·马杜罗总统的就职典礼。尽管如此，在奥利沃斯总统官邸外仍有示威活动。

## 注解
1. ↑  18A是18 de Abril（4月18日）的简写

## 外部連結
- Brief video of the protest parade（页面存档备份，存于）
- After 18A: People Power and the middle-class rebellion（页面存档备份，存于） Buenos Aires Herald April 21, 2013